# Holtyt
Holtyt – minerał z gromady krzemianów, wcześniej zaliczany do tlenków. Nazwa pochodzi od australijskego premiera Harolda Edwarda Holta (opisany w 1971 r.). Bardzo rzadki minerał, opisany jak dotąd tylko z trzech miejsc na świecie, w tym z Polski. 

## Charakterystyka
Minerał ten tworzy cienkie żyłki i większe nagromadzenia promienistych agregatów. Kryształy mają pokrój słupkowy o postaci silnie wydłużonych indywiduów o żółtawej do białej barwie i jedwabistym połysku. Długość tych kryształów sięga czasem kilku centymetrów, a grubość w większości w granicach 2 do 5 μm. Występowanie holtytu związane jest z wtargnięciem kwaśnych magm granitoidowych w utwory zasadowe i ultrazasadowe. Występuje w paragenezie z tantalitem i jako minerał wtórny po stibiotantalicie. 

## Minerały współwystępujące
kwarc, K-skalenie, plagioklazy, turmaliny, lepidolit, muskowit, spodumen, amblygonit, pollucyt, mikroklin, simpsonit, cyrkon, tantalit i stibiotantalit.

## Występowanie
- Polska - Szklary koło Ząbkowic Śląskich na Dolnym Śląsku.
- Australia - Greenbush
- Rosja - Półwysep Kolski

## Literatura
- Bolewski A., Manecki A., Mineralogia szczegółowa, Wydawnictwo PAE. Warszawa 1993, ISBN 83-85636-03-X
- Pieczka A., Marszałek M., Holtite the first occurrence in Poland, Mineralogia Polonica, Volume 27 No2 1996
- Pieczka A., A rare mineral-bearing pegmatite from the Szklary serpentinite masiff, the Fore-Sudetic Block, SW Poland, Geologia Sudetica, vol 33: 23-31, 2000
- Szełęg E., Atlas minerałów i skał, Wyd. Pascal, Bielsko-Biała 2007, ISBN 978-83-7513-138-3